# بيتر رابيت 2: ذا راناواي
بيتر رابيت 2: ذا راناواي (بالإنجليزية: Peter Rabbit 2: The Runaway)‏ (تم اختصاره باسم بيتر رابيت 2 في مناطق أخرى) هو فيلم كوميدي أمريكي للرسوم المتحركة / بالحاسوب صدر عام 2021 من إخراج ويل غلوك وكتابة باتريك بيرلي وغلوك. الفيلم هو تكملة لفيلم الأرنب بيتر لعام 2018 ويستند إلى قصص بيتر رابيت التي أنشأتها بياتريكس بوتر. تم عرض الفيلم في الولايات المتحدة يوم 2 أبريل 2021 بواسطة سوني بيكتشرز موشن بيكتشر جروب تحت علامة كولومبيا بيكتشرز.

## مؤدين الاصوات

### الجهات الفاعلة الحية
- دومنال جليسون في دور توماس ماكجريجور
- روز بيرن في دور بيا ماكجريجور
- ديفيد أويلوو في دور نايجل باسيل جونز

### يلقي الصوت
- جيمس كوردن في دور بيتر رابيت
- مارجوت روبي بدور الأرنب المفلطح
- إليزابيث ديبيكي بدور Mopsy Rabbit
- إيمي هورن بدور الأرنب القطني.
- كولين مودي في دور بنيامين باني
- ليني جيمس في دور برنابا
- سيا مثل السيدة. تيجي وينكل
- دومنال جليسون في دور السيد جيريمي فيشر
- روز بيرن في دور جميما البطة البطة
- سام نيل في دور تومي بروك.
- روبرت ديغا في دور صامويل ويسكرز
- إوين ليزلي في دور Pigling Bland
- كريستيان غزال بدور فيليكس دير
- دامون هيرمان في دور توم كيتن

## روابط خارجية
بيتر رابيت 2: ذا راناواي على موقع IMDb (الإنجليزية)
- بيتر رابيت 2: ذا راناواي على موقع ميتاكريتيك (الإنجليزية)
- بيتر رابيت 2: ذا راناواي على موقع روتن توميتوز (الإنجليزية)
- بيتر رابيت 2: ذا راناواي على موقع ألو سيني (الفرنسية)
- بيتر رابيت 2: ذا راناواي على موقع بوكس أوفيس موجو (الإنجليزية)
- بيتر رابيت 2: ذا راناواي على موقع فيلمافينيتي (الإسبانية)
- بيتر رابيت 2: ذا راناواي على موقع قاعدة بيانات الأفلام السويدية (السويدية)
- بيتر رابيت 2: ذا راناواي على موقع قاعدة بيانات الفيلم (الإنجليزية)
- بيتر رابيت 2: ذا راناواي على موقع ليتربوكسد (الإنجليزية)
- بيتر رابيت 2: ذا راناواي على موقع كينوبويسك (الروسية)